# Jigál Allón
Jigál Allón (héber betűkkel יגאל אלון, izraeli angol átírással Yigal Allon (Kfar Távór, 1918. október 10. – Afúlá, 1980. február 29.) izraeli politikus, katonatiszt, több alkalommal miniszter, valamint miniszterelnök-helyettes és Lévi Eskól halála után ideiglenes hatállyal megbízott miniszterelnök.

## Élete
Jigál Allón 1918. október 10-én született Kfar Távórban, az Oszmán Birodalom területén (ma Izrael). 1936-ban csatlakozott a Hágáná nevű zsidó önvédelmi szervezethez. 1938-ban Orde Wingate különleges éjszakai egységében szolgálva katonai kiképzésben részesült. 1941-ben Jichák Száde - a Palmach nevű, új elitkommandó alapítója - személyesen választotta ki az alakulat első századának parancsnoki tisztségére. 1943-ban Száde előléptette parancsnokhelyettessé, majd 1945-ben kinevezték az alakulat parancsnokának. A második világháború alatt Allón a szövetségek támogatásával rajtaütéseket hajtott végre Szíria és Libanon területén. A második világháború után a Palmach élén az arab gerillák ellen küzdött és meghiúsította a brit csapatok zsidó bevándorlást korlátozó kísérleteit.
Bátor és ötletes vezetőként az izraeli függetlenségi háború idején (1948–49) az egyik legjobb harctéri parancsnokként tűnt ki. 1948 májusában – amikor a Palmachot beintegrálták a létrejövő Izraeli Védelmi Erőkbe – Allón katonai műveleteket vezetett, amelyek során elfoglalta Felső-Galileát. 1948 júniusában ő tervezte meg a Lód és Ramlá elfoglalására irányuló hadműveletet is. Októberben - immár a déli front parancsnokaként - visszaszorította az Egyiptomi Hadsereget a Sínai-félszigetre. Ennek következtében a Negev-sivatag és Eilat izraeli irányítás alá került és fegyverszünet után az alatt is maradt. 1950-ben Dávid Ben-Gúrión miniszterelnök teljesen feloszlatta a Palmachot és Allónt kinevezte az Izraeli Védelmi Erők törzsfőnökének. Ezt követően Allón visszavonult a katonai szolgálattól és megalapította a Cionista Szocialista Munkások Pártját, 1954-ben pedig bejutott az izraeli parlamentbe, a Knesszetbe. 1961-ben a Ben-Gúrión-kormány munkaügyi minisztere lett és 1977-ig számos miniszteri tisztséget látott el. Emellett 1968-tól 1977-ig - több, egymást követő izraeli kormányban - folytatólagosan miniszterelnök-helyettes is volt. 1967-ben miniszterként a bevándorlók beilleszkedésének elősegítése volt a feladata.
1969-ben – Lévi Eskól halála után – ideiglenes hatállyal megbízott miniszterelnök lett. Az őt követő Golda Meir-kormányban az oktatásügyi és kulturális miniszteri tisztséget kapta meg. A Meirt követő Jichák Rabin kormányában pedig kinevezték külügyminiszternek. Miniszteri tevékenységei mellett annak a háborús kabinetnek tagja is volt, amely megtervezte az elsöprő sikerű 1967-es hatnapos háborút. 1972-ben megalkotta a megszállt Ciszjordániát érintő Allón-tervet. Ennek értelmében Júdea és Samária lefegyverzett részeinek jelentős része Jordánia uralma alá került volna és egy sor védelmi jellegű izraeli települést hoztak volna létre a Jordán folyó mentén. Bár a terv soha nem lépett életbe kitűnt belőle Allón rugalmassága az arabokat illetően. 1974-ben tagja volt annak az izraeli küldöttségnek, amely a haderők szétválasztásáról tárgyalt Egyiptommal és Szíriával. 1977-től már nem töltött be tisztséget egyetlen kormányban sem, de továbbra is aktív közéleti szereplő és a Knesszet tagja maradt. Emellett a Munkás Cionista Világmozgalom elnöki tisztségét is betöltötte. 1980. február 29-én hunyt el Afulában.